# NK.pl
NK.pl (раніше nasza-klasa.pl) — польська соціальна мережа, аналог таких мереж як Vkontakte.ru та Odnoklassniki.ru. Спочатку її метою було надати можливість людям знайти своїх знайомих зі шкільних років і відновити з ними контакт.
Сервіс nk.pl п'ятий (після Google, Onet.pl, YouTube i Allegro.pl) за популярністю сайт у Польщі за даними Alexa.com. У червні 2010 року на порталі існувало близько 14 мільйонів активних облікових записів користувачів. Але 6 % (840000) облікових записів — це фікційні.